# Pectinopygus australis
Pectinopygus australis är en insektsart som beskrevs av Thompson 1948. Pectinopygus australis ingår i släktet Pectinopygus och familjen fjäderlöss. Inga underarter finns listade i Catalogue of Life.